# JW萬豪酒店 (巴拿馬)
JW萬豪酒店（JW Marriott Panama）是位於巴拿馬首都巴拿馬市的一座摩天大樓，高284公尺、70層樓，是巴拿馬第一高樓以及拉丁美洲第三高樓，僅次於墨西哥的托雷斯·奥比斯帕多大樓與智利的大聖地牙哥塔。大樓於2011年完工，是特朗普集團的首個國際命名品牌開發項目，目前建築物則是交由萬豪國際營運。

## 外部連結
- Official website （页面存档备份，存于）

8°58′32″N 79°30′26″W / 8.975556°N 79.507174°W